# Queen + Paul Rodgers
Queen + Paul Rodgers fue una banda de rock británica creada en 2004 y disuelta en 2009, fruto de la colaboración entre Brian May y Roger Taylor (miembros originales de Queen) junto a Paul Rodgers (excantante de Free, Bad Company, The Firm y The Law). El guitarrista Brian May se había presentado previamente con Rodgers en varias ocasiones, incluyendo en el Royal Albert Hall.
En tanto, el bajista original de Queen, John Deacon, declinó participar en la colaboración debido a su retiro de la agrupación en 1997.  Los tres miembros principales del nuevo grupo, Brian May, Roger Taylor y Paul Rodgers, fueron ayudados durante las giras por el tecladista Spike Edney (quien ya había tocado en las giras de Queen en los 80), el bajista Danny Miranda y Jamie Moses como segundo guitarrista. 
En mayo de 2009, la colaboración se disolvió tras la salida de Paul Rodgers.

## Queen + Paul Rodgers Tour

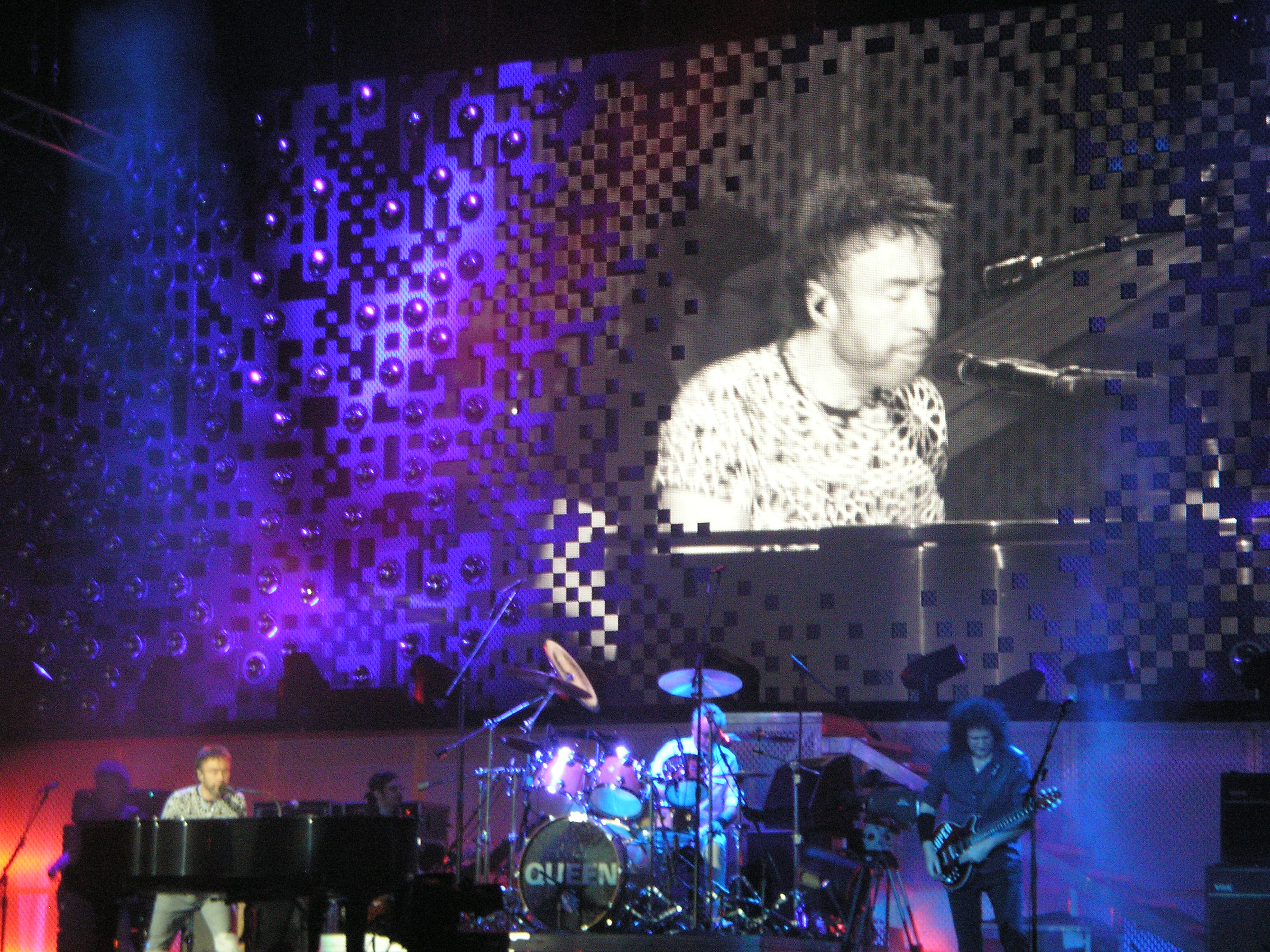
Queen+Paul Rodgers en Madrid en 2008.

La primera presentación del grupo en público fue en un concierto en Sudáfrica en marzo de 2005, en apoyo a la campaña de prevención del sida 46664 de Nelson Mandela. La gira como tal comenzó con un concierto en el Brixton Academy de Londres, con entradas vendidas principalmente a miembros del Club Oficial de Fanes de Queen. Una gira europea siguió en la primavera de 2005, con fechas en lugares como Wembley Pavilion, Cardiff International Arena y Le Zenith en Francia. Cuatro fechas en estadios al aire libre fueron programadas por primera vez en Portugal en el Estádio do Restelo (30.000 personas), en el Rhein-Energie Stadion en Colonia, Alemania (27.500 personas), Gelredome en Arnhem, Holanda (25.000 personas) y el Hyde Park en Inglaterra (65.000 personas) en el verano de 2005.
El concierto en el Estádio do Restelo se efectuó el 2 de julio de 2005. El concierto de Queen + Paul Rodgers fue planificado para ser uno de los escenarios de Live 8 pero solo fue enviado un mensaje antes de "'39". Dos canciones fueron dedicadas a Live 8 – "Say It's Not True", una canción del baterista Roger Taylor para la lucha contra el VIH/SIDA de Nelson Mandela en África y fue presentada por Taylor en Lisboa: "Esta es una canción para Nelson Mandela y para el África con VIH/SIDA, especialmente hoy en el día de Live 8. Esta es una canción para Lisboa". Después de esta canción, el guitarrista Brian May dedicó "'39" a Bob Geldof y presentó la canción: "Olá Lisboa! Me gustaría saludar a todos nuestros colegas y amigos que están haciendo este trabajo tan maravilloso y tratando que los niños alrededor del mundo no pasen hambre, hagamos un gran ruido para Bob Geldof y Live 8". El concierto en Hyde Park tomó lugar el 15 de julio de 2005. La banda y los organizadores regalaron miles de entradas gratis para los empleados de los servicios de emergencia por su ayuda a los afectados en los atentados en Londres del 7 de julio, lo cual había causado que el concierto fuera retrasado en una semana. El comediante británico Peter Kay (quien también había aparecido durante el bis en el concierto que la banda ofreció en Mánchester en mayo de ese año), se encargó de entretener al público mientras la banda Razorlight sirvió como teloneros. El concierto recibió a cerca de 65.000 espectadores y duró sobre 2 horas.
Un repertorio típico, principalmente enfocado en los éxitos más conocidos de Queen, con canciones como "Crazy Little Thing Called Love", "We Will Rock You", "We Are the Champions" y "Bohemian Rhapsody". En una entrevista que fue publicada en San Jose Mercury News, Paul Rodgers afirmó que la única canción que no podrían tocar durante la gira es "Killer Queen", debido al hecho que: "las melodías están demasiado sobre el terreno". El repertorio también incluyó algunas canciones de los antiguos catálogos de Free y Bad Company, tales como "All Right Now", "Wishing Well", "Feel Like Making Love" y "Bad Company". Brian May y Roger Taylor cantaron en algunas canciones. May: "Hammer to Fall" (solo la primera parte), "Love of My Life", "'39" (la cual cantó originalmente en la versión de estudio). Taylor: "Radio Ga Ga" (las estrofas y primeros dos estribillos), "These Are the Days of Our Lives", "Say It's Not True" (una canción nueva) y "I'm in Love with My Car" (la cual cantó originalmente en la versión de estudio). Taylor para cantar también abandonaría la batería (excepto en "I'm in Love with My Car"), mientras una batería programada sonaba en "Radio Ga Ga" y "These Are the Days of Our Lives". Para "Say It's Not True", estaría acompañado por los músicos de soporte de la banda, Danny Miranda y Jamie Moses, tocando ambos guitarras acústicas (excepto en el concierto 46664, en el cual Roger estuvo acompañado por Brian y Jamie – siendo esta vez la única ocasión en que Brian tocó guitarra en esta canción durante la gira).
En suma a los ya conocidos éxitos, también hubo algunas 'sorpresas' adicionales al repertorio, incluyendo: "I Was Born to Love You" y "Teo Torriatte" (Japón solamente), "Imagine" (tema original de John Lennon, solo en Hyde Park), "Too Much Love Will Kill You" (junto a Katie Melua, en Sudáfrica únicamente), "Long Away" (en algunos conciertos específicos), "Tavaszi Szel" (solo en Budapest) y "Let There Be Drums" (cover de Sandy Nelson, interpretado en la mayor parte de la gira). "Sunshine of Your Love" fue tocada en Newcastle como testamento a los conciertos de reunión de Cream que se ofrecían en Londres simultáneamente (3 de mayo). El guitarrista Brian May estuvo presente en uno de los conciertos la noche anterior (2 de mayo), lo cual posiblemente lo inspiró para tocar la canción al día siguiente en Newcastle. La banda también agregó "Dragon Attack" en algunos conciertos de la gira norteamericana de 2006.
Queen + Paul Rodgers continuó la gira europea con una serie de presentaciones en el otoño de 2005, en diversas locaciones como Aruba, Japón y Estados Unidos. Slash, guitarrista fundador de la banda Guns N' Roses (y actualmente de Velvet Revolver), se unió a la banda en el escenario para interpretar "Can't Get Enough" durante el concierto en el legendario Hollywood Bowl, el segundo de su incursión por Norteamérica (22 de octubre de 2005).
En el invierno/primavera de 2006, Queen + Paul Rodgers realizó una gira de 23 conciertos por Norteamérica. La gira comenzó en el American Airlines Arena en Miami (primera vez en Florida desde 1978, primera vez en Estados Unidos desde 1982) y finalizó con una presentación agotada en Vancouver, Canadá (donde también, entre otras sorpresas que ocurrieron durante el concierto, tocaron una versión de la canción "Red House" de Jimi Hendrix – la única interpretación de esta canción en la gira).

## The Cosmos Rocks
El 15 de agosto de 2006, Brian May confirmó a través de su sitio web y club de fanes que Queen + Paul Rodgers comenzarían a producir su primer álbum de estudio a partir de octubre, para ser grabado en un "lugar secreto". El álbum, titulado The Cosmos Rocks, fue publicado en Europa el 12 de septiembre de 2008 y en Estados Unidos el 28 de octubre de 2008. Este vino a ser el 16º álbum de estudio de Queen y el primero desde Made in Heaven (publicado en 1995). El listado de canciones es el siguiente:
- Cosmos Rockin'
- Time To Shine
- Still Burnin'
- Small
- Warboys
- We Believe
- Call Me
- Voodoo
- Some Things That Glitter
- C-lebrity
- Through The Night
- Say It's Not True
- Surf's Up... School's Out!
- Small (Reprise)
- Runaway (solo por iTunes)

## The Cosmos Rocks Tour
El 27 de junio de 2008, Queen + Paul Rodgers se presentó en el Hyde Park en Londres para la celebración del 90º cumpleaños de Nelson Mandela. La presentación incluyó una parte de "One Vision", "Tie Your Mother Down", "The Show Must Go On", "We Will Rock You", "We Are the Champions" y "All Right Now". Después de esto, la banda se embarcó en la gira The Cosmos Rocks Tour, comenzando el 12 de septiembre en Járkov, Ucrania, con un concierto gratuito ante más de 350.000 personas, a beneficio de la institución local de ayuda contra el sida. La gira continuó por Rusia, antes de seguir a lo largo de Europa. El concierto en Ucrania fue filmado para exhibir durante el Día Mundial del sida y posteriormente ser publicado en un DVD llamado Live in Ukraine. El 19 de noviembre, como parte del tour por Latinoamérica, se presentaron en el Estadio San Carlos de Apoquindo, Santiago de Chile. Esta gira incluyó una inédita presentación de "Las Palabras de Amor" y la primera interpretación en vivo de "Bijou".

## Separación
Con una gira veraniega de reunión en 2009 con sus antiguos compañeros de Bad Company, el cantante Paul Rodgers reveló a Billboard.com que la colaboración Queen + Paul Rodgers se había terminado, aunque en buenos términos. "A este punto vamos a descansar de esto", dice Rodgers. "Mi compromiso con ellos (Brian May y Roger Taylor) fue similar a mi compromiso con Jimmy Page en The Firm, el cual nunca significó ser un compromiso permanente".
"Creo que hicimos un enorme éxito de esto, realmente. Hicimos dos giras mundiales y un par de grabaciones en vivo, y... hicimos un álbum de estudio que fue histórico para Brian May y Roger Taylor porque ellos no habían entrado al estudio con nadie para grabar algo así por mucho tiempo. Así que esto fue un gran acontecimiento, creo".
Sin embargo, Rodgers no descarta la posibilidad de trabajar juntos nuevamente. "Es como un libro abierto. Si ellos me contactan para hacer algo caritativo... me encantaría hacerlo, estoy seguro". Veremos qué ocurre en el futuro para Queen y Paul Rodgers.

## Otras presentaciones
Queen + Paul Rodgers aparecieron en el programa de televisión Al Murray's Happy Hour en abril de 2008 presentando "C-lebrity" por primera vez, de su álbum debut The Cosmos Rocks.
La banda también aparece en la canción "Beautiful", del nuevo disco de Eminem, Relapse. La canción contiene samples de "Reaching Out" (tema de estudio grabado por Rock Therapy en 1996 y que incluye la participación de Lulu, Charlie Watts, Paul Rodgers y Brian May). "Reaching Out" era la canción que daba inicio a los conciertos de Queen + Paul Rodgers en 2005 y 2006.

## Publicaciones
Queen + Paul Rodgers publicaron un CD y DVD en vivo llamado Return of the Champions. Ambas publicaciones corresponden al concierto realizado en el Hallam FM Arena de Sheffield, Inglaterra, el 9 de mayo de 2005. El DVD también incluye una versión de "Imagine" de John Lennon, interpretado durante el concierto en Hyde Park. También fue publicado un sencillo presentando "Reaching Out"/"Tie Your Mother Down"/"Fat Bottomed Girls". Además, una promoción en América que incluía dos pistas del paso por Italia de la gira europea estaba disponible con algunas copias de Return of the Champions.
Existen grabaciones desde la mesa de sonido de todos los conciertos europeos, excepto aquellos en Irlanda y Suecia. Los conciertos en Sheffield, Lisboa, Hyde Park y posiblemente Budapest fueron filmados profesionalmente. El concierto en Tokio (26 de octubre de 2005) también fue filmado profesionalmente y televisado, y posteriormente publicado en DVD en abril de 2006 exclusivamente para Japón, titulado Super Live in Japan. Muchas grabaciones de canciones (obtenidas de la mesa de sonido) fueron publicadas para descargar desde el sitio web oficial de Queen, junto a la venta de discos de Queen + Paul Rodgers en blanco para grabar las canciones descargadas.
También existe una variedad de bootlegs de casi todos los conciertos de la gira 2005-2006 en audio, y algunos en video.
Queen + Paul Rodgers publicaron un sencillo para el Día Mundial de la Lucha contra el SIDA (1 de diciembre) en 2007. La canción, "Say It's Not True" (escrita por el baterista Roger Taylor), estaba disponible para descargar gratuitamente el 30 de noviembre, y más tarde se publicó en un CD single el 31 de diciembre.

## Discografía
- Return of the Champions: 2005
- Super Live in Japan: 2006
- The Cosmos Rocks: 2008
- Live In Ukraine: 2009

## Giras musicales
- Queen + Paul Rodgers Tour (2005–2006)
- Rock the Cosmos Tour (2008)

## Miembros
- Paul Rodgers – voz principal, piano, guitarra rítmica, armónica
- Brian May – guitarra, voz
- Roger Taylor – batería, percusión, voz

- Músicos de apoyo:
  - Spike Edney – teclados, coros
  - Jamie Moses – guitarra rítmica, coros
  - Danny Miranda – bajo, coros
  - Neil Murray – bajo (solo 2 shows)[5]